# Dere kirai
Dere kirai là một loài bọ cánh cứng trong họ Cerambycidae.